# Giacinto Santambrogio
Giacinto Santambrogio (25 april 1945 - 13 juni 2012) was een Italiaans wielrenner.

## Levensloop en carrière
Santambrogio werd prof in 1969. Hij won 2 etappes in de Ronde van Italië en 2 etappes in de Ronde van Frankrijk.

## Resultaten in voornaamste wedstrijden
| Jaar | Ronde van Italië | Ronde van Frankrijk | Ronde van Spanje |
| ---- | ---------------- | ------------------- | ---------------- |
| 1969 | 60e              | 73e                 |                  |
| 1970 | 34e              | 49e                 |                  |
| 1971 | 57e (1)          |                     |                  |
| 1972 | 48e              | 53e                 |                  |
| 1973 | 61e              |                     |                  |
| 1974 | 22e              |                     |                  |
| 1975 | 15e              | 46e (1)             |                  |
| 1976 | 23e              |                     |                  |
| 1977 | 28e (1)          | 39e (1)             |                  |
| 1978 | 56e              |                     |                  |

| Jaar | Milaan-San Remo | Ronde van Vlaanderen |
| ---- | --------------- | -------------------- |
| 1969 | 48e             |                      |
| 1970 | 41e             |                      |
| 1971 |                 |                      |
| 1972 |                 | 68e                  |
| 1973 | 102e            |                      |
| 1974 | 94e             |                      |
| 1975 | 67e             |                      |
| 1976 |                 |                      |
| 1977 | 76e             |                      |
| 1978 | 144e            |                      |